# Lucky Numbers
 Lucky Numbers és una pel·lícula estatunidenco-francesa dirigida per Nora Ephron, estrenada el 2000. El guió d'Adam Resnick es va inspirar en l'escandol de la loteria de 1980 a Pennsilvània.

## Argument
Antic home del temps a la televisió, Russ treballa en un comerç d'esports d'hivern. Però no entren tants diners com esperava. Amb els coneguts de la pantalla petita munta una loteria amb Crystal, una animadora de la televisió.

## Repartiment
- John Travolta: Russ Richards
- Lisa Kudrow: Crystal
- Tim Roth: Gig
- Ed O'Neill: Dick Simmons
- Michael Rapaport: Dale
- Daryl Mitchell: Detectiu Chambers
- Bill Pullman: Detectiu Pat Lakewood
- Richard Schiff: Jerry Green
- Michael Moore: Walter
- Sam McMurray: Cap Troutman
- Michael Weston: Larry
- Maria Bamford: Wendy
- Caroline Aaron: dida Sharpling
- John F. O'Donohue: Bobby
- Colin Mochrie: Jack

## Producció
Entre les localitzacions a Pennsilvània hi havia Carlisle, Mechanicsburg, Enola, Harrisburg, Hershey, Lancaster, Palmyra, Penn Township, comtat de Lancaster (Pennsilvània) , West Fairview, i Wormleysburg. Algunes escenes van ser rodades a Califòrnia a Arcadia, Buena Park, Long Beach, i Sacramento (Califòrnia), i a Saint Augustine (Florida).

## Premis
- 2000: Premi Golden Raspberry al pitjor actor per a John Travolta